# Pseudorhombila
Pseudorhombila is een geslacht van kreeftachtigen uit de klasse van de Malacostraca (hogere kreeftachtigen).

## Soorten
- Pseudorhombila guinotae Hernandez-Aguilera, 1982
- Pseudorhombila octodentata Rathbun, 1906
- Pseudorhombila ometlanti Vázquez-Bader & Gracia, 1995
- Pseudorhombila quadridentata (Latreille, 1828)
- Pseudorhombila sulcatifrons
- Pseudorhombila xanthiformis Garth, 1940